# Phorocera scutellata
Phorocera scutellata är en tvåvingeart som beskrevs av Jean Pierre Omer Anne Édouard Perris 1852. Phorocera scutellata ingår i släktet Phorocera och familjen parasitflugor.
Artens utbredningsområde är Frankrike. Inga underarter finns listade i Catalogue of Life.